# Volta a Catalunya 2021
Volta a Catalunya 2021 a fost cea de a 100-a ediție a Cursei Volta a Catalunya care s-a desfășurat în perioada 22-28 martie 2021 și a fost a șaptea probă în Circuitul mondial UCI 2021. 

## Echipe participante
Întrucât Volta a Catalunya este un eveniment din cadrul Circuitului mondial UCI 2021, toate cele 19 echipe UCI au fost invitate automat și obligate să aibă o echipă în cursă. Patru echipe profesioniste continentale au primit wildcard. 

### Echipe UCI World
| - AG2R Citroën Team - Astana-Premier Tech - Bora–Hansgrohe - Cofidis - Deceuninck–Quick-Step - EF Education-Nippo - Groupama–FDJ - Ineos Grenadiers - Intermarché-Wanty-Gobert Matériaux - Israel Start-Up Nation | - Lotto Soudal - Movistar Team - Team Bahrain Victorious - Team BikeExchange - Team DSM - Team Jumbo–Visma - Team Qhubeka Assos - Trek-Segafredo - UAE Team Emirates |  |

### Echipe continentale profesioniste UCI
| - Alpecin-Fenix - Arkéa–Samsic - Equipo Kern Pharma | - Euskaltel-Euskadi - Gazprom-RusVelo - Rally Cycling |  |

## Etapele programate
| Etapa | Dată   | Start – Sosire                            | type                  | Distanță (km) | Elevation (m) | Câștigător      | Liderul global |
| ----- | ------ | ----------------------------------------- | --------------------- | ------------- | ------------- | --------------- | -------------- |
| 1     | 22 mar | Calella – Calella                         | etapă intermediară    | 178,4         | 2.813 m       | Andreas Kron    | Andreas Kron   |
| 2     | 23 mar | Banyoles – Banyoles                       | contratimp individual | 18,5          | 198 m         | Rohan Dennis    | João Almeida   |
| 3     | 24 mar | Canal Olímpic de Catalunya – Vallter 2000 | etapă de munte        | 203,1         | 3.753 m       | Adam Yates      | Adam Yates     |
| 4     | 25 mar | Ripoll – Port Ainé                        | etapă de munte        | 166,5         | 3.980 m       | Esteban Chaves  | Adam Yates     |
| 5     | 26 mar | La Pobla de Segur – Manresa               | etapă intermediară    | 201,1         | 2.952 m       | Lennard Kämna   | Adam Yates     |
| 6     | 27 mar | Tarragona – Mataró                        | etapă valonată        | 193,8         | 2.656 m       | Peter Sagan     | Adam Yates     |
| 7     | 28 mar | Barcelona – Barcelona                     | etapă intermediară    | 133           | 2.331 m       | Thomas De Gendt | Adam Yates     |

## Etape

### Etapa 1
22 martie 2021 — Calella - Calella, 178,4 km (110,9 mi)
| Loc | Concurent          | Echipă                  | Timp       |
| --- | ------------------ | ----------------------- | ---------- |
| 1   | Andreas Kron       | Lotto Soudal            | 4h 20' 15" |
| 2   | Luis León Sánchez  | Astana-Premier Tech     | +0"        |
| 3   | Rémy Rochas        | Cofidis                 | +0"        |
| 4   | Lennard Kämna      | Bora–Hansgrohe          | +0"        |
| 5   | Dion Smith         | Team BikeExchange       | +16"       |
| 6   | Matej Mohorič      | Team Bahrain Victorious | +16"       |
| 7   | Ide Schelling      | Bora–Hansgrohe          | +16"       |
| 8   | Alejandro Valverde | Movistar Team           | +16"       |
| 9   | Alexander Kamp     | Trek-Segafredo          | +16"       |
| 10  | Michael Valgren    | EF Education-Nippo      | +16"       |

| Loc | Concurent          | Echipă                  | Timp       |
| --- | ------------------ | ----------------------- | ---------- |
| 1   | Andreas Kron       | Lotto Soudal            | 4h 20' 15" |
| 2   | Luis León Sánchez  | Astana-Premier Tech     | +0"        |
| 3   | Rémy Rochas        | Cofidis                 | +0"        |
| 4   | Lennard Kämna      | Bora–Hansgrohe          | +0"        |
| 5   | Dion Smith         | Team BikeExchange       | +16"       |
| 6   | Matej Mohorič      | Team Bahrain Victorious | +16"       |
| 7   | Ide Schelling      | Bora–Hansgrohe          | +16"       |
| 8   | Alejandro Valverde | Movistar Team           | +16"       |
| 9   | Alexander Kamp     | Trek-Segafredo          | +16"       |
| 10  | Michael Valgren    | EF Education-Nippo      | +16"       |

### Etapa a 2-a
23 martie 2021 — Pla de l'Estany (Banyoles) - Pla de l'Estany (Banyoles), 18,5 km (11,5 mi) (contra-timp individual)
| Loc | Concurent         | Echipă                | Timp    |
| --- | ----------------- | --------------------- | ------- |
| 1   | Rohan Dennis      | Ineos Grenadiers      | 22' 27" |
| 2   | Rémi Cavagna      | Deceuninck–Quick-Step | +5"     |
| 3   | João Almeida      | Deceuninck–Quick-Step | +28"    |
| 4   | Brandon McNulty   | UAE Team Emirates     | +28"    |
| 5   | Steven Kruijswijk | Team Jumbo-Visma      | +33"    |
| 6   | Richie Porte      | Ineos Grenadiers      | +34"    |
| 7   | Adam Yates        | Ineos Grenadiers      | +35"    |
| 8   | Josef Černý       | Deceuninck–Quick-Step | +38"    |
| 9   | Stefan de Bod     | Astana-Premier Tech   | +38"    |
| 10  | Geraint Thomas    | Ineos Grenadiers      | +47"    |

| Loc | Concurent         | Echipă                | Timp       |
| --- | ----------------- | --------------------- | ---------- |
| 1   | João Almeida      | Deceuninck–Quick-Step | 4h 43' 26" |
| 2   | Brandon McNulty   | UAE Team Emirates     | +0"        |
| 3   | Luis León Sánchez | Astana-Premier Tech   | +3"        |
| 4   | Steven Kruijswijk | Team Jumbo-Visma      | +5"        |
| 5   | Richie Porte      | Ineos Grenadiers      | +6"        |
| 6   | Adam Yates        | Ineos Grenadiers      | +7"        |
| 7   | Stefan de Bod     | Astana-Premier Tech   | +10"       |
| 8   | Geraint Thomas    | Ineos Grenadiers      | +19"       |
| 9   | Fausto Masnada    | Deceuninck–Quick-Step | +20"       |
| 10  | Lennard Kämna     | Bora–Hansgrohe        | +21"       |

### Etapa a 3-a
24 martie 2021 — Canal Olímpic de Catalunya - Vallter 2000, 203,1 km (126,2 mi)
| Loc | Concurent          | Echipă                 | Timp       |
| --- | ------------------ | ---------------------- | ---------- |
| 1   | Adam Yates         | Ineos Grenadiers       | 5h 00' 58" |
| 2   | Esteban Chaves     | Team BikeExchange      | +13"       |
| 3   | Alejandro Valverde | Movistar Team          | +19"       |
| 4   | Geraint Thomas     | Ineos Grenadiers       | +31"       |
| 5   | Harm Vanhoucke     | Lotto Soudal           | +31"       |
| 6   | Sepp Kuss          | Team Jumbo-Visma       | +33"       |
| 7   | Hugh Carthy        | EF Education-Nippo     | +33"       |
| 8   | Michael Woods      | Israel Start-Up Nation | +36"       |
| 9   | Richie Porte       | Ineos Grenadiers       | +36"       |
| 10  | Giulio Ciccone     | Trek-Segafredo         | +36"       |

| Loc | Concurent          | Echipă                | Timp       |
| --- | ------------------ | --------------------- | ---------- |
| 1   | Adam Yates         | Ineos Grenadiers      | 9h 44' 21" |
| 2   | Richie Porte       | Ineos Grenadiers      | +45"       |
| 3   | João Almeida       | Deceuninck–Quick-Step | +49"       |
| 4   | Geraint Thomas     | Ineos Grenadiers      | +53"       |
| 5   | Wilco Kelderman    | Bora-Hansgrohe        | +1' 03"    |
| 6   | Alejandro Valverde | Movistar Team         | +1' 04"    |
| 7   | Hugh Carthy        | EF Education-Nippo    | +1' 14"    |
| 8   | Simon Yates        | Team BikeExchange     | +1' 21"    |
| 9   | Esteban Chaves     | Team BikeExchange     | +1' 21"    |
| 10  | Brandon McNulty    | UAE Team Emirates     | +1' 24"    |

### Etapa a 4-a
25 martie 2021 — Ripoll - Port Ainé (Pallars Sobirà), 166,5 km (103,5 mi)
| Loc | Concurent          | Echipă                 | Timp       |
| --- | ------------------ | ---------------------- | ---------- |
| 1   | Esteban Chaves     | Team BikeExchange      | 4h 29' 47" |
| 2   | Michael Woods      | Israel Start-Up Nation | +7"        |
| 3   | Geraint Thomas     | Ineos Grenadiers       | +7"        |
| 4   | Adam Yates         | Ineos Grenadiers       | +7"        |
| 5   | Sepp Kuss          | Team Jumbo-Visma       | +7"        |
| 6   | Alejandro Valverde | Movistar Team          | +7"        |
| 7   | Richie Porte       | Ineos Grenadiers       | +7"        |
| 8   | Wilco Kelderman    | Bora-Hansgrohe         | +7"        |
| 9   | Nairo Quintana     | Arkéa-Samsic           | +7"        |
| 10  | Lucas Hamilton     | Team BikeExchange      | +7"        |

| Loc | Concurent          | Echipă                | Timp        |
| --- | ------------------ | --------------------- | ----------- |
| 1   | Adam Yates         | Ineos Grenadiers      | 14h 14' 15" |
| 2   | Richie Porte       | Ineos Grenadiers      | +45"        |
| 3   | Geraint Thomas     | Ineos Grenadiers      | +49"        |
| 4   | Alejandro Valverde | Movistar Team         | +1' 03"     |
| 5   | Wilco Kelderman    | Bora-Hansgrohe        | +1' 03"     |
| 6   | Esteban Chaves     | Team BikeExchange     | +1' 04"     |
| 7   | João Almeida       | Deceuninck–Quick-Step | +1' 07"     |
| 8   | Hugh Carthy        | EF Education-Nippo    | +1' 20"     |
| 9   | Sepp Kuss          | Team Jumbo-Visma      | +1' 29"     |
| 10  | Simon Yates        | Team BikeExchange     | +1' 32"     |

### Etapa a 5-a
26 martie 2021 — La Pobla de Segur - Manresa, 201,1 km (125,0 mi)
| Loc | Concurent         | Echipă                  | Timp       |
| --- | ----------------- | ----------------------- | ---------- |
| 1   | Lennard Kämna     | Bora-Hansgrohe          | 4h 29' 13" |
| 2   | Ruben Guerreiro   | EF Education-Nippo      | +39"       |
| 3   | Mikel Bizkarra    | Euskaltel-Euskadi       | +42"       |
| 4   | Dion Smith        | Team BikeExchange       | +44"       |
| 5   | Dan Martin        | Israel Start-Up Nation  | +44"       |
| 6   | Matej Mohorič     | Team Bahrain Victorious | +44"       |
| 7   | James Knox        | Deceuninck-Quick-Step   | +44"       |
| 8   | Attila Valter     | Groupama–FDJ            | +44"       |
| 9   | Rigoberto Urán    | EF Education-Nippo      | +44"       |
| 10  | Steven Kruijswijk | Team Jumbo-Visma        | +44"       |

| Loc | Concurent          | Echipă                | Timp        |
| --- | ------------------ | --------------------- | ----------- |
| 1   | Adam Yates         | Ineos Grenadiers      | 18h 45' 27" |
| 2   | Richie Porte       | Ineos Grenadiers      | +45"        |
| 3   | Geraint Thomas     | Ineos Grenadiers      | +49"        |
| 4   | Alejandro Valverde | Movistar Team         | +1' 03"     |
| 5   | Wilco Kelderman    | Bora-Hansgrohe        | +1' 03"     |
| 6   | Esteban Chaves     | Team BikeExchange     | +1' 04"     |
| 7   | João Almeida       | Deceuninck–Quick-Step | +1' 07"     |
| 8   | Hugh Carthy        | EF Education-Nippo    | +1' 20"     |
| 9   | Sepp Kuss          | Team Jumbo-Visma      | +1' 29"     |
| 10  | Simon Yates        | Team BikeExchange     | +1' 32"     |

### Etapa a 6-a
27 martie 2021 — Tarragona - Mataró, 193,8 km (120,4 mi)
| Loc | Concurent                   | Echipă                 | Timp       |
| --- | --------------------------- | ---------------------- | ---------- |
| 1   | Peter Sagan                 | Bora-Hansgrohe         | 4h 23' 18" |
| 2   | Daryl Impey                 | Israel Start-Up Nation | +0"        |
| 3   | Juan Sebastián Molano       | UAE Team Emirates      | +0"        |
| 4   | Reinardt Janse van Rensburg | Team Qhubeka Assos     | +0"        |
| 5   | Alexander Kamp              | Trek-Segafredo         | +0"        |
| 6   | Clément Venturini           | AG2R Citroën Team      | +0"        |
| 7   | Max Kanter                  | Team DSM               | +0"        |
| 8   | João Almeida                | Deceuninck–Quick-Step  | +0"        |
| 9   | Michael Valgren             | EF Education-Nippo     | +0"        |
| 10  | Maxim Van Gils              | Lotto Soudal           | +0"        |

| Loc | Concurent          | Echipă                | Timp        |
| --- | ------------------ | --------------------- | ----------- |
| 1   | Adam Yates         | Ineos Grenadiers      | 23h 08' 45" |
| 2   | Richie Porte       | Ineos Grenadiers      | +45"        |
| 3   | Geraint Thomas     | Ineos Grenadiers      | +49"        |
| 4   | Alejandro Valverde | Movistar Team         | +1' 03"     |
| 5   | Wilco Kelderman    | Bora-Hansgrohe        | +1' 03"     |
| 6   | Esteban Chaves     | Team BikeExchange     | +1' 04"     |
| 7   | João Almeida       | Deceuninck–Quick-Step | +1' 07"     |
| 8   | Hugh Carthy        | EF Education-Nippo    | +1' 20"     |
| 9   | Sepp Kuss          | Team Jumbo-Visma      | +1' 29"     |
| 10  | Simon Yates        | Team BikeExchange     | +1' 32"     |

### Etapa a 7-a
28 martie 2021 — Barcelona - Barcelona, 133 km (83 mi)
| Loc | Concurent             | Echipă                  | Timp       |
| --- | --------------------- | ----------------------- | ---------- |
| 1   | Thomas De Gendt       | Lotto Soudal            | 3h 06' 10" |
| 2   | Matej Mohorič         | Team Bahrain Victorious | +22"       |
| 3   | Attila Valter         | Groupama–FDJ            | +1' 42"    |
| 4   | Sébastien Reichenbach | Groupama–FDJ            | +1' 46"    |
| 5   | Alejandro Valverde    | Movistar Team           | +1' 46"    |
| 6   | Michael Woods         | Israel Start-Up Nation  | +1' 46"    |
| 7   | Marc Hirschi          | UAE Team Emirates       | +1' 46"    |
| 8   | João Almeida          | Deceuninck–Quick-Step   | +1' 46"    |
| 9   | Adam Yates            | Ineos Grenadiers        | +1' 46"    |
| 10  | Clément Champoussin   | AG2R Citroën Team       | +1' 46"    |

| Loc | Concurent          | Echipă                | Timp        |
| --- | ------------------ | --------------------- | ----------- |
| 1   | Adam Yates         | Ineos Grenadiers      | 26h 16' 41" |
| 2   | Richie Porte       | Ineos Grenadiers      | +45"        |
| 3   | Geraint Thomas     | Ineos Grenadiers      | +49"        |
| 4   | Alejandro Valverde | Movistar Team         | +1' 03"     |
| 5   | Wilco Kelderman    | Bora-Hansgrohe        | +1' 03"     |
| 6   | Esteban Chaves     | Team BikeExchange     | +1' 04"     |
| 7   | João Almeida       | Deceuninck–Quick-Step | +1' 05"     |
| 8   | Hugh Carthy        | EF Education-Nippo    | +1' 20"     |
| 9   | Simon Yates        | Team BikeExchange     | +1' 32"     |
| 10  | Lucas Hamilton     | Team BikeExchange     | +1' 35"     |

## Clasamentele actuale

### Clasamentul general
Clasamentul final locurile 1-10
| Loc | Concurent          | Echipă                | Timp        |
| --- | ------------------ | --------------------- | ----------- |
| 1   | Adam Yates         | Ineos Grenadiers      | 26h 16' 41" |
| 2   | Richie Porte       | Ineos Grenadiers      | +45"        |
| 3   | Geraint Thomas     | Ineos Grenadiers      | +49"        |
| 4   | Alejandro Valverde | Movistar Team         | +1' 03"     |
| 5   | Wilco Kelderman    | Bora-Hansgrohe        | +1' 03"     |
| 6   | Esteban Chaves     | Team BikeExchange     | +1' 04"     |
| 7   | João Almeida       | Deceuninck–Quick-Step | +1' 05"     |
| 8   | Hugh Carthy        | EF Education-Nippo    | +1' 20"     |
| 9   | Simon Yates        | Team BikeExchange     | +1' 32"     |
| 10  | Lucas Hamilton     | Team BikeExchange     | +1' 35"     |

### Clasamentul pe puncte
Clasamentul final locurile 1-10
| Loc | Concurent       | Echipă                 | Timp |
| --- | --------------- | ---------------------- | ---- |
| 1   | Esteban Chaves  | Team BikeExchange      | 16   |
| 2   | Thomas De Gendt | Lotto Soudal           | 13   |
| 3   | Peter Sagan     | Bora-Hansgrohe         | 13   |
| 4   | Rohan Dennis    | Ineos Grenadiers       | 11   |
| 5   | Adam Yates      | Ineos Grenadiers       | 10   |
| 6   | Lennard Kämna   | Bora-Hansgrohe         | 10   |
| 7   | Rémi Cavagna    | Deceuninck–Quick-Step  | 9    |
| 8   | Natnael Berhane | Cofidis                | 6    |
| 9   | João Almeida    | Deceuninck–Quick-Step  | 6    |
| 10  | Michael Woods   | Israel Start-Up Nation | 6    |

### Clasamentul cățărătorilor
Clasamentul final locurile 1-10
| Loc | Concurent          | Echipă                  | Timp |
| --- | ------------------ | ----------------------- | ---- |
| 1   | Esteban Chaves     | Team BikeExchange       | 50   |
| 2   | Adam Yates         | Ineos Grenadiers        | 40   |
| 3   | Thomas De Gendt    | Lotto Soudal            | 38   |
| 4   | Koen Bouwman       | Team Jumbo-Visma        | 35   |
| 5   | Geraint Thomas     | Ineos Grenadiers        | 30   |
| 6   | Alejandro Valverde | Movistar Team           | 28   |
| 7   | Lennard Kämna      | Bora-Hansgrohe          | 27   |
| 8   | Michael Woods      | Israel Start-Up Nation  | 26   |
| 9   | Sepp Kuss          | Team Jumbo-Visma        | 23   |
| 10  | Matej Mohorič      | Team Bahrain Victorious | 21   |

### Clasamentul tinerilor
Clasamentul final locurile 1-10
| Loc | Concurent           | Echipă                  | Timp        |
| --- | ------------------- | ----------------------- | ----------- |
| 1   | João Almeida        | Deceuninck–Quick-Step   | 26h 17' 46" |
| 2   | Lucas Hamilton      | Team BikeExchange       | +30"        |
| 3   | Brandon McNulty     | UAE Team Emirates       | +1' 14"     |
| 4   | Harm Vanhoucke      | Lotto Soudal            | +4' 09"     |
| 5   | Santiago Buitrago   | Team Bahrain Victorious | +4' 53"     |
| 6   | Lennard Kämna       | Bora-Hansgrohe          | +17' 40"    |
| 7   | Ben Zwiehoff        | Bora-Hansgrohe          | +25' 22"    |
| 8   | Attila Valter       | Groupama–FDJ            | +26' 41"    |
| 9   | Callum Scotson      | Team BikeExchange       | +28' 08"    |
| 10  | Clément Champoussin | AG2R Citroën Team       | +31' 00"    |

### Clasamentul pe echipe
Clasamentul final locurile 1-10
| Loc | Echipă                | Timp        |
| --- | --------------------- | ----------- |
| 1   | Ineos Grenadiers      | 78h 51' 04" |
| 2   | Team BikeExchange     | +36"        |
| 3   | Movistar Team         | +14' 11"    |
| 4   | Team Jumbo-Visma      | +26' 10"    |
| 5   | EF Education–Nippo    | +26' 48"    |
| 6   | Deceuninck–Quick-Step | +27' 21"    |
| 7   | UAE Team Emirates     | +31' 42"    |
| 8   | Bora-Hansgrohe        | +35' 41"    |
| 9   | Euskaltel-Euskadi     | +41' 26"    |
| 10  | Trek-Segafredo        | +42' 47"    |

## Legături externe
- Volta a Catalunya 2021 – ProCyclingStats